# تل مکو
تل مکو در شهرستان فسا، ۱۵ کیلومتری زاهد شهر به جهرم واقع شده و این اثر در تاریخ ۲۵ اسفند ۱۳۷۹ با شمارهٔ ثبت ۳۲۶۰ به‌عنوان یکی از آثار ملی ایران به ثبت رسیده است.